# Cerro San José (Paraguay)
El Cerro San José es un gran montículo situado en el centro este del Departamento de Paraguarí, República del Paraguay, entre las ciudades de Ybycuí y La Colmena. En línea recta se encuentra aproximadamente a 12 kilómetros del casco urbano de la ciudad de Ybycuí. Su pico es de 565 metros sobre el nivel del mar. 
En otros lugares vas a leer que tiene 630 metros, en otros 702 metros. 
Actualmente la altitud fue tomada por aficionados escaladores de cerros, con un altímetro actualizado (año 2020) 
Figuraba entre 562 a 569 metros desde diferentes puntos, pero después de varios intentos se encontró el punto exacto de 565 metros de altura.
Volcán apagado, en alguna parte del cerro se halló un cráter con fondo desconocido.
Anteriormente se lo conocía con el nombre de “Tatu kua”
Este cerro corresponde al grupo de las Sierras de Ybycuí. Se ubica en las coordenadas 25°58′45″S 56°56′56″O / -25.97917, -56.94889.
Los lugareños de la zona cuentan que décadas atrás el Cerro San José contaba con una cima muy puntiaguda; la cual veían desaparecer con los años.
Se formó medio un hueco, que desde lejos se puede apreciar el “molde” de cómo quedó con el cambio.
También cuentan que vinieron especialistas estadounidenses para explorar dicho fenómeno, ellos fueron quienes descubrieron el cráter y trataron de encontrar su profundidad. 
Actualmente no hay información sobre eso, y tampoco se sabe la veracidad de la información.

Otra cosa que llama la atención son las cruces en la base plana, cuentan que con el miedo que generaba el cambio de las rocas del Cerro San José, los vecinos se pusieron de acuerdo en llevar esas cruces a la cima, para que Dios esté presente y así el cambio pueda detenerse. También llevaron una imagen de San José en honor a dicho Santo, y en honor a Él le cambiaron el nombre al “Cerro Tatu Kua” por el nombre por cuál lo conocemos ahora.